# Fasta mellanfolkliga domstolen
Fasta mellanfolkliga domstolen, ibland Permanenta internationella domstolen (franska: Cour permanente de justice internationale; engelska: Permanent Court of International Justice), var en internationell domstol som upprättades inom ramen för Nationernas förbund i januari 1922. Domstolens säte var i Haag i Nederländerna. Mellan 1922 och 1940 meddelade domstolen domar i 66 mål mellan stater och vägledande beslut i 27 fall. Domstolen lades ner efter andra världskriget, i samband med att Nationernas förbund ersattes av det nybildade Förenta nationerna. I dess ställe inrättades dock en ny domstol, Internationella domstolen, ett av Förenta nationernas huvudorgan.

## Historik

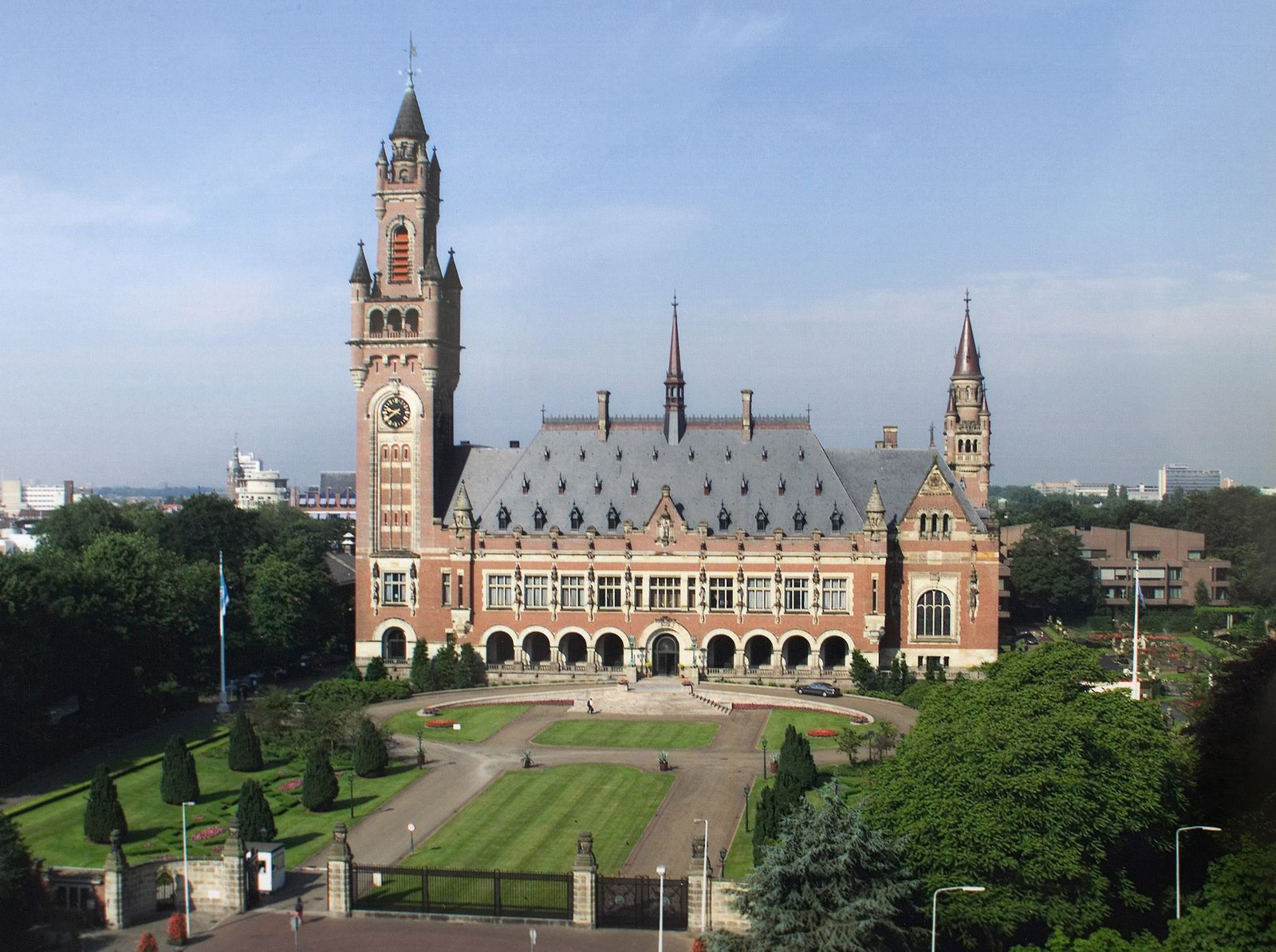
Fredspalatset i Haag.

### Bakgrund
Efter första världskriget förespråkades från akademiskt håll upprättandet av en internationell domstol som kunde besluta i tvister mellan stater. En internationell skiljedomstol fanns redan i form av Permanenta skiljedomstolen. Denna fungerade mer som en frivillig skiljenämnd än en riktig domstol; förhandlingarna hölls hemliga, skiljemännen sammanträdde på tillfällig basis och avlönades helt av de tvistande parterna. För att överkomma de begränsningar som liknande förfaranden hade beslöts i artikel 14 av akten om Nationernas förbund att man skulle inrätta en helt ny domstol, ständigt verksam och med regelbundet valda domare. Fasta mellanfolkliga domstolens stadga antogs i december 1920 och domstolen kunde till slut sammanträda för första gången i januari 1922. Dess säte blev Fredspalatset i Haag, där Permanenta skiljedomstolen sedan tidigare inrymdes.

### Domstolens upphörande
All verksamhet upphörde i och med Tysklands invasion av Nederländerna 1940 och återupptogs ej under återstoden av andra världskriget, men formellt sett fortsatte domstolen att existera. Efter krigsslutet stod det klart att Nationernas förbund skulle upplösas och helt ersättas av Förenta nationerna. Samtliga domare i Fasta mellanfolkliga domstolen avgick från sina ämbeten i oktober 1945 och domstolen själv upphörde den 18 april 1946. Domstolens efterföljare är Internationella domstolen i Haag, vars domstolsstadga kom att baseras på Fasta mellanfolkliga domstolens stadga.

## Verksamhet
Domstolens tvingande jurisdiktion härrörde från tre rättskällor:
- Klausuler i bilaterala fördrag.
- Klausuler i internationella konventioner och fördrag.
- Artikel 36 av Fasta mellanfolkliga domstolens stadga.

I samtliga övriga fall var hänskjutningen av mellanstatliga tvister till domstolen helt frivillig för medlemsstaterna. Enligt domstolsstadgans artikel 36 kunde medlemsstaterna välja att erkänna domstolens jurisdiktion i alla internationella rättsfrågor i förhållande till andra stater som gjort detsamma. Även detta var alltså helt frivilligt och Sverige erkände domstolens behörighet att pröva tvister först år 1926 för en begränsad period av 10 år.
Endast stater kunde begära att domstolen skulle avgöra en tvist, inte organisationer eller enskilda privatpersoner. Domstolen var enligt domstolsstadgans artikel 35 tillgänglig dels för NF:s ursprungliga medlemsstater, dels för de stater som upptogs i bilagan till akten om Nationernas förbund. För andra stater, exempelvis de besegrade centralmakterna och deras efterträdarstater, skulle NF:s råd bestämma villkoren för deltagande. Utöver avgöranden i mellanstatliga tvister kunde domstolen även ge rådgivande yttranden på förfrågan av antingen NF:s råd eller NF:s församling, eller av NF:s generalsekreterare på uppdrag av rådet eller församlingen.

### Val av domare
Ursprungligen var antalet domare 11 ordinarie och fyra ersättare. Varje medlemsstat fick nominera högst fyra kandidater var, varav maximalt två från det egna landet, och för att bli vald krävdes enkel majoritet i både NF:s råd och NF:s församling. Domarna satt på nioåriga mandatperioder som gick ut samtidigt varpå nya val hölls. I och med domarvalet 1930 höjdes antalet ordinarie domare till 15. Om en ordinarie domare kom från en stat i en tvist hade motparten rätt att utse en domare ad hoc från det egna landet. Verksamheten bedrevs på franska och engelska.

## Lista över rättens ordförande

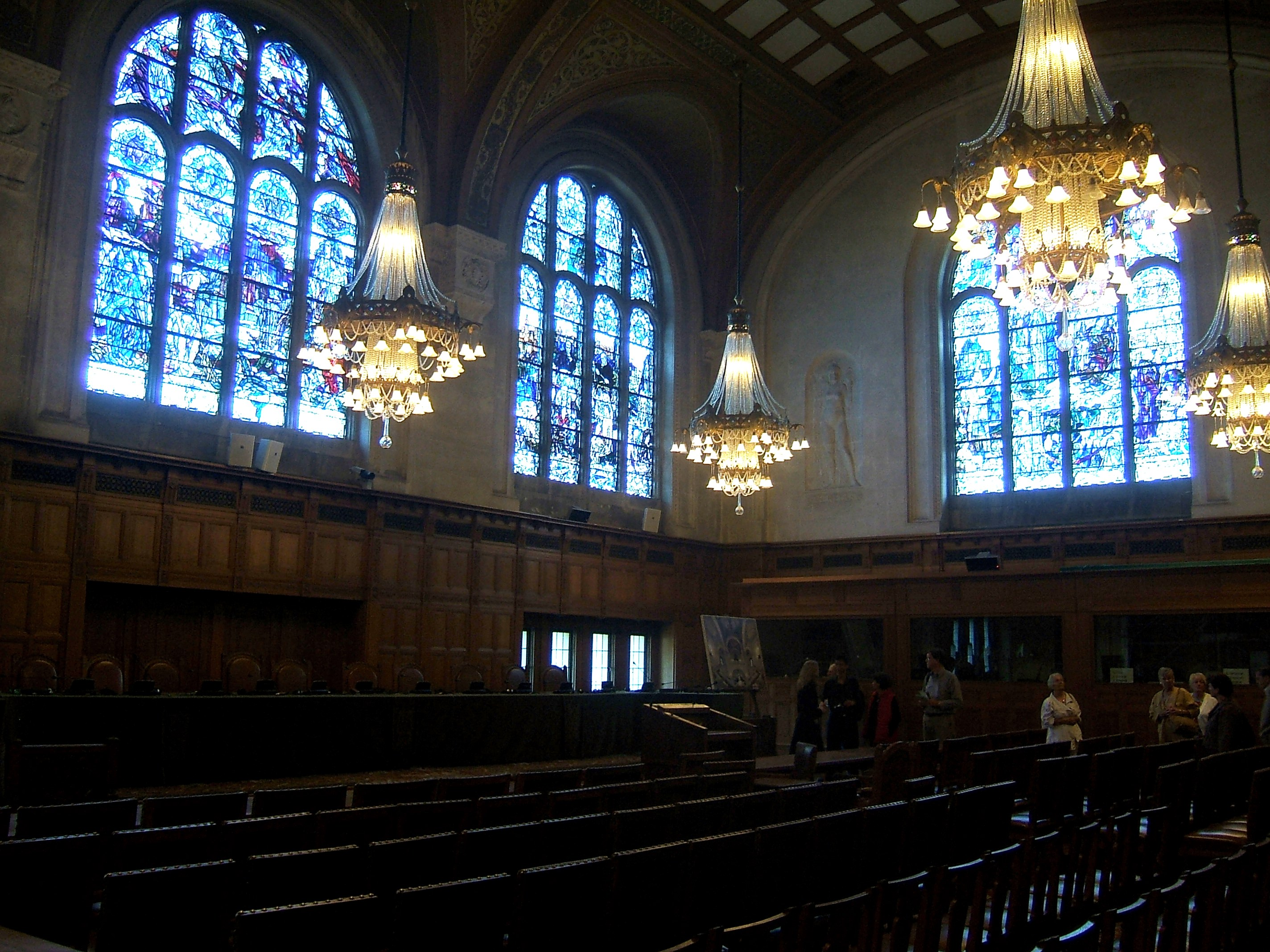
Sessionssal i Fredspalatset.

- Bernard Loder, Nederländerna (1921–1924)
- Max Huber, Schweiz (1925–1927)
- Dionisio Anzilotti, Italien (1928–1930)
- Mineichiro Adachi, Japan (1931–1934)
- Cecil Hurst, Förenade kungariket Storbritannien och Nordirland (1934–1936)
- José Gustavo Guerrero, El Salvador (1936–1945)